# Gerolamo Giovenone
Gerolamo Giovenone (Verceil, vers 1490 - Verceil, 1555)  est un peintre italien de la haute Renaissance, actif au XVIe siècle.

## Biographie
Gerolamo Giovenone naît vers 1490 dans une famille d'artistes travaillant le bois, des marqueteurs et des fabricants d'encadrements de grands tableaux et de triptyques.
Il se forme d'abord auprès de Defendente Ferrari à l'atelier de Giovanni Martino Spanzotti.
Il modèle progressivement son style sur celui de Gaudenzio Ferrari, quand ce dernier devient le point de référence de la peinture au Piémont occidental et à Milan.
Vers la fin de sa carrière artistique, on note que son style converge vers celui de son gendre  Bernardino Lanino, élève talentueux de Gaudenzio Ferrari.
Gerolamo ne doit pas être confondu avec son frère Giuseppe, ni avec son fils qui s'appelle aussi Giuseppe (1524- 1589 env.) et son neveu Giovanni Battista (1525 – 1573).

## Œuvres
- Assomption de la Vierge, musée des Beaux-Arts, Budapest.
- Adoration des mages , Museo Borgogna, Verceil, Italie.
- Retable Buronzo, galerie Sabauda, Turin.
- Triptyque Raspa, église de San Bartolomeo, Trino, Italie.
- Déposition, Museo del Territorio, Biella, Italie.
- Retable de sainte Ursule, San Giovanni, Avigliano.
- Madone avec deux saints et des donateurs (1514), Galerie Sabauda, Turin.
- Triptyque Madone avec quatre saints et deux donateurs (1527), Académie Carrara, Bergame.
- Saint Ambroise, église San Francesco, Verceil.
- Quatre Docteurs, musée de Pavie, Italie.
- Vierge et l'Enfant avec saints et donateurs, National Gallery, Londres, Royaume-Uni.

## Sources
- (it) Cet article est partiellement ou en totalité issu de l’article de Wikipédia en italien intitulé « Gerolamo Giovenone » (voir la liste des auteurs).